# Dariusz Kubicki
Dariusz Jan Kubicki (Kożuchów, 1963. június 6. –) válogatott lengyel labdarúgó, hátvéd, edző.

## Pályafutása

### Klubcsapatban
1981 és 1983 között a Stal Mielec, 1983 és 1992 között a Legia Warszawa labdarúgója volt. 1992 és 1994 között az Aston Villa játékosa volt, közben 1994-ben kölcsönben szerepelt a Sunderlandben. 1994 és 1997 között a Sunderland szerződtetett játékosa volt. 1997–98-ban a Wolverhampton Wanderers csapatában szerepelt, de 1998-ban kölcsönben a Tranmore Rovers játszott. 1998-ban a Carlisle United, 1998–99-ben a Darlington labdarúgója volt.

### A válogatottban
1982 és 1991 között 46 alkalommal szerepelt a lengyel válogatottban és egy gólt szerzett. Tagja volt az 1986-os mexikói világbajnokságon részt vevő csapatnak.

### Edzőként
1999 és 2004 között a Legia Warszawa vezetőedzője illetve segédedzője volt. 2005 és 2012 között a Polonia Warszawa, a Lechia Gdańsk, a Znicz Pruszków, a Wisła Płock és a Dolcan Ząbki szakmai munkáját irányította. 2011 és 2013 között az orosz Szibir Novoszibirszk segédedző, majd vezetőedzője volt. 2013 és 2017 között a Podbeskidzie Bielsko-Biała, az Olimpia Grudziądz, a Znicz Pruszków csapatainál tevékenykedett. 2018-tól az Olimpia Grudziądz vezetőedzőjeként dolgozik.

## Sikerei, díjai
Legia Warszawa
- Lengyel kupa
  - győztes (2): 1989, 1990